# وتوران
شهر وتوران (به فرانسوی: Vleteren) در شهرستان ایپر در استان فلاندری غربی در منطقه فلاندری در کشور بلژیک واقع شده‌است.

## نگارخانه

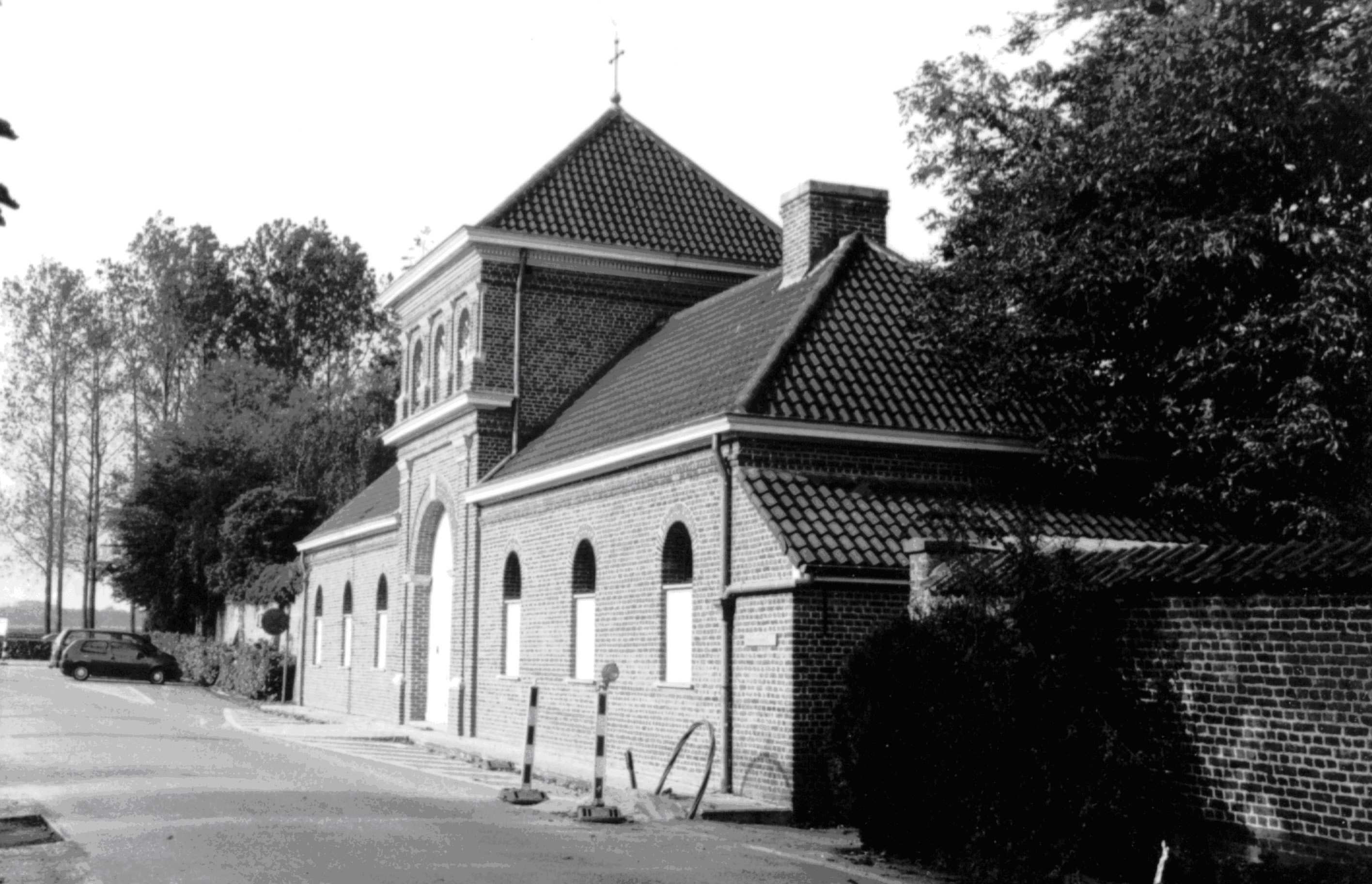